# Ivo Cocconi
Ivo Cocconi (San Prospero Parmense, 28 maggio 1929 – Parma, 14 febbraio 2020) è stato un calciatore italiano, di ruolo difensore.

## Carriera
Disputa l'intera carriera con il Parma giocando 14 campionati, di cui 8 in Serie B, per un totale di 200 presenze e 2 reti nella serie cadetta.
Con le sue 308 presenze complessive con la maglia del Parma è il terzo calciatore per numero di presenze in gare ufficiali di tutti i tempi con i gialloblu, alle spalle di Alessandro Lucarelli ed Ermes Polli.
Dal 1995 era il presidente del club Ex Gialloblu che annovera alcuni tra i più rappresentativi calciatori della storia del Parma.

## Palmarès

### Club

#### Competizioni nazionali
- Campionato italiano Serie C: 1

Parma: 1953-1954